# Église Sainte-Marguerite de Beurières
L'église Sainte-Marguerite est une église située à Beurières, en France.

## Localisation
L'église est située dans le département français du Puy-de-Dôme, sur la commune de Beurières.

## Historique
L'édifice est inscrit au titre des monuments historiques en 1926.